# OY-BPB
OY-BPB er Danmarks sidste flyvende Douglas DC-3 passager- og transportfly, reelt en Douglas C-47. Den har været i tjeneste under og efter 2. verdenskrig, fløjet både militært og civilt, og er nu et aktivt museumsfly. Flyet udfører sin tjeneste fra Roskilde Lufthavn.

## Operationel historie
- 3. April 1944: Udrullet fra Douglas-fabrikken i Long Beach, Californien, som flystel ser.no. 20019, type C-47A. Dermed er OY-BPB ikke en helt 'ægte' civil DC-3, men den militære transportversion med ekstra navigationskuppel over cockpittet, forstærket gulv, en ekstra stor dobbeltdør agter på bagbods side, plads til faldskærmstropper etc.[1]

- 9. April 1944: Færdigmonteret og officielt overdraget til U.S. Army Air Force. Den 14. April blev hun overdraget til I Troop Carrier Command på Baer Field i Indiana, USA.[1] TCC trænede DC-3/C-47/C-53 flybesætninger og udleverede et fly til en færdig besætning.
Den 29. August forlod hun Baer Field, og blev forlagt til 805. Base Unit, George Army Airfield, Illinois.[1] George Field var en videregående flyvetræningsskole. Kort efter at freden i Europa var brudt ud, forlod hun den 26. April 1945 George Field, og fløj via Nashville, Tennessee til Montreal i Canada.

- 24. Maj 1945: Flyet blev overdraget til Luftforsvaret, det norske flyvevåben, via Lend-Lease ordningen.[1] Normalt ville et Lend-Lease fly forblive USA's ejendom, men der er ubekræftede forlydender om at flyet blev solgt til Norge for den symbolske pris af 1 dollar.

- Juni 1946: Leaset til Det Norske Luftfartsselskab (DNL) efter et års tjeneste. Den 16. Oktober 1946 bliver hun civilt registreret som LN-IAT og navngivet "Nordtind". Allerede to dage senere, den 18. Oktober, påbegynder hun ruteflyvning.[1] Det vides ikke hvilke ruter hun primært betjente.

- 1-8-1948: Overdraget til SAS (Scandinavian Airlines System) ved oprettelsen af ESAS (European SAS = aftale om fælles europæiske operationer). 20. Oktober malet i Scandinavian Airlines System farver. Fortsat registreret som LN-IAT, men nu navngivet ”Terje Viking”. 15. December bliver hun købt af DNL fra Luftforsvaret, til en pris af 125.000,- norske kroner. Den 8. Februar 1951 bliver hun overtaget af SAS.[1]

- 30. Juli 1953 udfører hun den sidste ruteflyvning for SAS. Den 16. September bliver hun slettet fra det norske civile flyregister.[1]

- Pr. 1. Oktober 1953 bliver hun købt af Flyvevåbnet fra SAS for en pris på 588.200,- danske kroner. Hun får tildelt registrering 68-682. 1. Januar 1954 bliver hun overført til Flyvestation Værløse og bliver hjemmehørende i lufttransporteskadrillen ESK 721. Efter et år, 2. Januar 1955, bliver hun malet i camouflagefarverne grå-grøn-blå.[1]

- 15. December 1960 bliver registreringen ændret til K-682. Hun får radiokaldesignalet OV-JBM. Den 9. December 1966 bliver hun bemalet med "VIP-farver": Hvid top, to tynde sorte sidestriber, sølvfarvet bund, og day-glo orange markeringer på næse, hale og vingespidser. Flyet har stadig denne bemaling. I perioden blev hun anvendt til VIP flyvninger for bl.a. Kongehuset.[1]

- 30-7-1982: Sidste flyvning for Flyvevåbnet.[1]  Tre af Flyvevåbnets otte DC-3/C-47 var udgået allerede i December 1980. Nu udgik de sidste fem, efter i alt 29 års tjeneste. Afslutningen blev markeret ved at fire af flyene fløj i formation Danmark rundt.[2]

- Fra 6. August 1982 bliver hun opbevaret på Flyvestation Værløse. I denne periode bliver hun formelt overdraget til Tøjhusmuseet. I perioden 3. Marts - 31. Oktober 1983 bliver hun leaset af bilfirmaet Bohnstedt-Petersen A/S. Herefter bliver hun returneret til opbevaring.[1]

- 21. Februar 1985 bliver hun igen udlånt til fa. Bohnstedt-Petersen A/S, som samtidigt fik ansvaret for at holde flyet i flyvedygtig stand. Flyet fik i den forbindelse den civile registrering ”OY-BPB”. Bohnstedt-Petersen anvendte OY-BPB til firmafly, men deltog også i airshows med hende.[1] På trods af at firmaet mest er kendt for sin forhandling af Mercedes-Benz biler, havde det en solid forbindelse til flyvning; før krigen havde firmaets stifter, Christian Bohnstedt-Petersen, været en af pionererne på danmarks første flyveplads, Kløvermarken, og på den nu nedlagte Lundtofte Flyveplads havde firmaet en samlefabrik for Taylor/Piper Cub flyvemaskiner.[3]

- 4 Juni 1992 bliver OY-BPB tilbageført til Tøjhusmuseet, og omgående (25. Juni) udlånt til Foreningen For Flyvende Museumsfly (FFFM), der forpligter sig til at holde flyet luftdygtigt. Registreringen er fortsat ”OY-BPB”.

- 19. April 1996 blev hun malet i de originale SAS farver som "Arv Viking" i anledning af SAS 50 års jubilæum. I foråret 1998 fik hun den originale 1966-VIP bemaling tilbage.

- I 2006 lukker Flyvestation Værløse, og OY-BPB flytter til Roskilde Lufthavn, som stadig er hendes hjemhavn. I flyvesæsonen (1. maj – 30. september) udgår alle ture fra Roskilde.

### Ture som museumsfly
- I 2004 havde OY-BPB 60 års fødselsdag, og hun deltog i 60 årsdagen for Operation Market Garden.[4]

- Besøg hos Dakota Norway i Torp - Sandefjord den 20. juli 2013.[4]

- Daks Over Normandy hvor flyet i juni 2014 sammen med 9 andre Dakotas (militærudgaven af DC-3) fløj i formation fra England til Normandiet i anledning af 70 års dagen for invasionen i Normandiet.[4]

- Tur til Flying Legends i Duxford 09-13 juli 2015.[4]

## Foreninger
OY-BPB bliver holdt i drift som et samarbejde mellem to foreninger. Foreningen For Flyvende Museumsfly står for den tekniske vedligeholdelse af flyet og for uddannelsen af det flyvende personnel. Støtteforeningen DC-3 Vennerne skaffer det økonomiske grundlag for driften af flyet, tilrettelæggelse af turprogram, medlemsregistrering og booking.

### Foreningen For Flyvende Museumsfly

#### Foreningens formål
Foreningen er den formelle ejer af OY-BPB. Piloter og teknikere er samlet i denne forening. Foreningen varetager den operationelle drift af flyet og udfører eftersyn og den daglige vedligeholdelse.

#### Aktiviteter
P.t. ingen info.

#### Besætninger og jordpersonel
P.t. ingen info.

### DC-3 Vennerne

#### Foreningens formål
Foreningens formål er at formidle økonomisk støtte til drift og vedligeholdelse af DC-3 fly i "Foreningen For Flyvende Museumsfly", samt fremme interessen for og kendskabet til typens betydning for udviklingen af dansk og international luftfart.

#### Aktiviteter
Foreningen udfører forskellige fundraising aktiviteter for at finansiere OY-BPB. Der tegnes medlemskaber af foreningen, om sommeren arrangeres ture og andre aktiviteter, om vinteren arrangeres foredrag eller besøg på steder med relation til flyvning etc. Der informeres om disse aktiviteter på foreningens hjemmeside.

## Operatører
Listen er i kronologisk rækkefølge.
 United States
- USA's hærs flyverkorps (United States Army Air Corps (USAAC)) - Militær anvendelse.

 Norge
- Det norske luftvåben (norsk: Luftforsvaret) - Militær anvendelse.

 Norge
- Det Norske Luftfartsselskab - Civil anvendelse.

- Scandinavian Airlines System - Civil anvendelse.

 Danmark
- Flyvevåbnet - Militær anvendelse.

 Danmark
- Museums- og firmafly, civil anvendelse.

## Overlevende fly
Der er to andre DC-3/C-47 i Danmark:
Danmarks Flymuseum har udstillet Flyvevåbnets K-687, som bl.a. har befløjet Grønland med ski under hjulene. Flyet er statisk udstillet.
Et fly er udstillet i Danmarks Tekniske Museums flysamling. K-681 er blevet malet om og udstillet i SAS-farver som OY-DDA "Sven Viking".

## Specifikationer (C-47B-DK)
| Besætning:         | 4                                         | Fartøjschef, First officer, Flight engineer og Turleder |
| Kapacitet:         | 18 passagerer                             |                                                         |
| Længde:            | 63 ft. 9 in.                              | 19,43 m                                                 |
| Højde:             | 17 ft. 0 in.                              | 5,18 m                                                  |
| Spændvidde:        | 95 ft. 6 in.                              | 29,41 m                                                 |
| Vingeareal:        | 987 ft²                                   | 91,70 m²                                                |
| Vingeprofil:       | NACA2215/NACA2206                         |                                                         |
| Tomvægt:           | 18.135 lb                                 | 8.226 kg                                                |
| Max. vægt:         | 26.000 lb                                 | 11.793 kg                                               |
| Max. takeoff vægt: | 31.000 lb                                 | 14.061 kg                                               |
| Motor:             | 2 stk Pratt & Whitney R-1830-92 Twin Wasp | 14-cylindrede Stjernemotorer                            |
| Effekt, hver:      | 1.200 hk                                  | 895 kW                                                  |
| Propel:            | 2 stk. Hamilton Standard                  | 3-bladet "Constant speed"                               |
| Max. fart:         | 224 mph                                   | 195 kn, 360 km/t @ 10.000 ft (3,050 m)                  |
| Marchfart:         | 160 mph                                   | 139 kn, 257 km/t                                        |
| Rækkevidde:        | 1.600 miles                               | 1.391 nmi, 2.575 km                                     |
| Envejs:            | 3.600 miles                               | 3.130 nmi, 5.795 km                                     |
| Max.flyvehøjde:    | 26,400 ft.                                | 8.045 m                                                 |
| Stigehastighed:    | 9½ min. op til                            | 10.000 ft (3.050 m)                                     |

### Citater
1. 1 2 3 4 5 6 7 8 9 10 11 12 13 14 15  Om OY-BPB Arkiveret 19. marts 2017 hos  Wayback Machine DC-3 Vennerne. Besøgt 26/3-2017
2. ↑  "Dakota" Draken.dk - Besøgt 19 Marts 2017.
3. ↑  "1934-1959" Arkiveret 5. februar 2016 hos  Wayback Machine Bohnstedt-Petersen. Besøgt 25/3 2017
4. 1 2 3 4  Lidt af hvert Arkiveret 28. marts 2017 hos  Wayback Machine DC-3 Vennerne. Besøgt 26. Marts 2017
5. ↑  Formålsparagraffen Arkiveret 28. marts 2017 hos  Wayback Machine DC-3 Vennerne, Besøgt 26/3 2017
6. ↑  "Douglas C-47" Danmarks Flymuseum - Besøgt 19 Marts 2017.
7. ↑  "OY-DDA" Arkiveret 20. marts 2017 hos  Wayback Machine Danmarks tekniske Museum. Besøgt 19 Marts 2017.
8. ↑  Francillon 1979, p. 261.